# Stegopterna diplomutata
Stegopterna diplomutata är en tvåvingeart som beskrevs av Philip J. Currie och Hunter 2003. Stegopterna diplomutata ingår i släktet Stegopterna och familjen knott. Inga underarter finns listade i Catalogue of Life.